# Cromatografie de afinitate

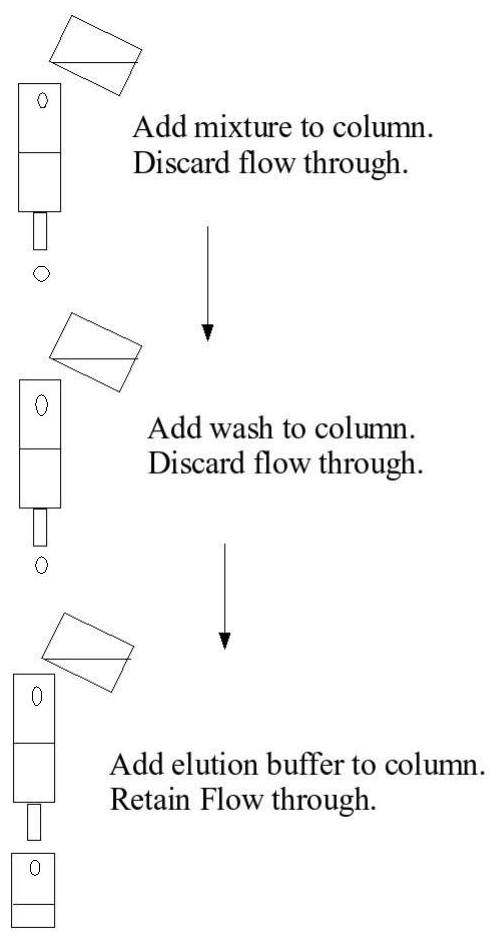
Etapele unei cromatografii de afinitate

Cromatografia de afinitate este o metodă de separare cromatografică a amestecurilor biochimice, care are la bază interacția specifică dintre antigen și anticorp, enzimă și substrat, receptor și ligand, sau proteină și acid nucleic. Această tehnică cromatografică este utilizată pentru purificarea unor compuși biologici macromoleculari din amestecuri. Interacțiile care sunt puse în valoare sunt de tipul legăturilor de hidrogen, punților disulfurice, interacțiilor hidrofobe, etc. Selectivitatea mare a acestei tehnici se datorează interacției dintre molecula dorită și faza staționară, aceasta rămânând o perioadă mai lungă în coloană și fiind astfel separată de celelalte componente nedorite din amestec. Moleculele nedorite vor fi astfel eluate primele de către soluția tampon, iar proteinele vor fi preluate ulterior.

## Utilizări
Cromatografia de afinitate este de obicei utilizată pentru purificarea sau concentrarea unui substrat sau a unei enzime dintr-un amestec, pentru reducerea cantității dintr-un compus nedorit dintr-un amestec, sau pentru identificarea unor compuși biologici pe baza legării specifice de un compus. Molecula de interes poate fi imobilizată prin intermediul legăturilor covalente. Mediile cromatografice de obicei folosite sunt de tipul celulozei sau poliacrilamidei.